# Bobby Troup
 (janvier 2022).
La mise en forme du texte ne suit pas les recommandations de Wikipédia : il faut le « wikifier ».
Les points d'amélioration suivants sont les cas les plus fréquents. Le détail des points à revoir est peut-être précisé sur la page de discussion.
- Les titres sont pré-formatés par le logiciel. Ils ne sont ni en capitales, ni en gras.
- Le texte ne doit pas être écrit en capitales (les noms de famille non plus), ni en gras, ni en italique, ni en « petit »…
- Le gras n'est utilisé que pour surligner le titre de l'article dans l'introduction, une seule fois.
- L'italique est rarement utilisé : mots en langue étrangère, titres d'œuvres, noms de bateaux, etc.
- Les citations ne sont pas en italique mais en corps de texte normal. Elles sont entourées par des guillemets français : « et ».
- Les listes à puces sont à éviter, des paragraphes rédigés étant largement préférés. Les tableaux sont à réserver à la présentation de données structurées (résultats, etc.).
- Les appels de note de bas de page (petits chiffres en exposant, introduits par l'outil «  Source ») sont à placer entre la fin de phrase et le point final[comme ça].
- Les liens internes (vers d'autres articles de Wikipédia) sont à choisir avec parcimonie. Créez des liens vers des articles approfondissant le sujet. Les termes génériques sans rapport avec le sujet sont à éviter, ainsi que les répétitions de liens vers un même terme.
- Les liens externes sont à placer uniquement dans une section « Liens externes », à la fin de l'article. Ces liens sont à choisir avec parcimonie suivant les règles définies. Si un lien sert de source à l'article, son insertion dans le texte est à faire par les notes de bas de page.
- La présentation des références doit suivre les conventions bibliographiques. Il est recommandé d'utiliser les modèles {{Ouvrage}}, {{Chapitre}}, {{Article}}, {{Lien web}} et/ou {{Bibliographie}}. Le mode d'édition visuel peut mettre en forme automatiquement les références.
- Insérer une infobox (cadre d'informations à droite) n'est pas obligatoire pour parachever la mise en page.

Pour une aide détaillée, merci de consulter Aide:Wikification.
Si vous pensez que ces points ont été résolus, vous pouvez retirer ce bandeau et améliorer la mise en forme d'un autre article.
Bobby Troup (Robert Troup de son vrai nom) est un acteur, chanteur, pianiste et compositeur de jazz américain, né le 18 octobre 1918 à Harrisburg, Pennsylvanie (États-Unis) et mort le 7 février 1999 à Sherman Oaks (Californie). Il est resté célèbre pour avoir composé l'un des plus grands standards du rock 'n' roll : (Get Your Kicks On) Route 66.

## Biographie
Pianiste dans l'orchestre de Tommy Dorsey en 1941, il écrit You're A Snootie Little Cutie pour Frank Sinatra en 1942. Il est en route pour Los Angeles avec sa jeune femme Cynthia quand il écrit, Route 66, un hymne à la plus mythique des routes américaines qui va de Chicago à L.A. En 1946, Nat King Cole enregistre la chanson qui connaît un immense succès. Elle deviendra un classique repris par des centaines d'artistes.
Établi à Los Angeles, Bobby Troup partage sa carrière entre cinéma et musique. Il écrit les paroles de Girl Talk et de The Meaning Of The Blues, pour Julie London. Il rencontre la chanteuse en 1955 sur le tournage du film The Girl Can't Help It, dont il a écrit la chanson titre. Il l'épouse et devient son producteur.
Comme acteur, il joue tout d'abord des rôles de pianiste-chanteur puis, petit à petit, accède à des seconds rôles.

## Compositions sélectives
- "Baby, Baby, All the Time" – Frankie Laine, Julie London, Nat King Cole, June Christy, Diana Krall
- "Bran' New Dolly" – écrit et chanté par Bobby Troup sur RCA Victor entre les années 1947–50
- "Daddy" – 1941, joué par Sammy Kaye and His Orchestra, The Andrews Sisters, The Charioteers, joué par Glenn Miller and His Orchestra, Julie London
- "Girl Talk", paroles par Troup, musique par Neal Hefti – enregistré par Tony Bennett, Ella Fitzgerald, Julie London, Betty Carter
- "Hungry Man" – Louis Jordan
- "I See Your Bass Before Me"
- "I'd Like You for Christmas" – Julie London
- "It Happened Once Before" – The Four Freshmen
- "Jack 'N Jill"
- "JAdded Joker Theme" thème composé par Bobby Troup-1959 episode de "Perry Mason" -{The Case of Jaded Joker. co star Frankie Laine}
- "Just the Way I Am" – June Christy, Stan Kenton
- "Lemon Twist" – Stan Kenton, Billy May, John Pizzarelli
- "Let's Keep Dancing" – Peggy Lee
- "My City of Sydney" (Troup/Leonetti) – Tommy Leonetti, XL Capris, Mary Schneider
- "Now You Know" – The Four Freshmen
- "One October Morning"
- "Out of the Shadows" – June Christy
- "Please Belong to Me"
- "Route 66", 1946 – joué par le Nat King Cole Trio, Bing Crosby and the Andrews Sisters, Perry Como, Chuck Berry, The Rolling Stones, Them, Patti Page
- "Snootie Little Cutie", 1941 – joué par Tommy Dorsey and His Orchestra featuring Frank Sinatra, Connie Haines, The Manhattan Transfer
- "The Feeling of Jazz" – parole de la composition de Duke Ellington
- "The Girl Can't Help It", 1956 – Little Richard
- "The Meaning of the Blues" – Julie London, Miles Davis (1957), Shirley Horn, Irene Kral, Buddy Rich, Michael Brecker
- "The Three Bears", 1946 – Page Cavanaugh Trio, Ray Ellington, Leon McAuliffe
- "Their Hearts Were Full of Spring" – The Four Freshmen, Jimmie Rodgers, The Beach Boys, Sue Raney, The Cyrkle
- "There She Goes"
- "This October" – The Four Freshmen, Julie London
- "You're Looking at Me" – Nat King Cole, Don Fagerquist, Stacey Kent, Diana Krall, Cleo Laine, Carmen McRae
- "Walking Shoes" – paroles de la composition de Gerry Mulligan

## Discographie
- 1955 :  Bobby Troup (Bethlehem)
- 1955 : Bobby Troup Sings Johnny Mercer (Bethlehem)
- 1955 : The Distinctive Style of Bobby Troup (Bethlehem)
- 1955 : Bobby Troup and His Trio (Liberty 3002)
- 1955 : The Feeling of Jazz (Star Line)
- 1956 : Do Re Mi (Liberty 3026)
- 1957 : Bobby Swings Tenderly (Mode)
- 1957 : Sings Johnny Mercer (Bethlehem)
- 1957 : In a Class Beyond Compare (Audiophile)
- 1958 : Stars of Jazz (RCA)
- 1958 : Here's to My Lady (Liberty 3078)
- 1958 : Bobby Troup and His Jazz All-Stars (RCA Victor)
- 1959 : Cool (Interlude)

## Filmographie

### comme acteur
- 1950 : Duchess of Idaho : Troup, Band Member-Singer
- 1951 : Laisse-moi t'aimer : Specialty: California Cowboy
- 1957 : Bop Girl Goes Calypso : Robert Hilton
- 1958 : Stars of Jazz (série télévisée) : Host
- 1958 : L'Amour coûte cher (High cost of Loving) de José Ferrer : Steve Hayward
- 1959 : Millionnaire de cinq sous (The Five Pennies) : Arthur Schutt
- 1959 : The Gene Krupa Story : Tommy Dorsey
- 1961 : Acapulco (série télévisée) : Bobby
- 1967 : First to Fight de Christian Nyby : Lt. Overman
- 1967 : Banning : Cappy Sullivan
- 1969 : Dragnet 1966 (TV) : George Freeman
- 1969 : Number One : Harvey Hess
- 1970 : MASH de Robert Altman : sergent Gorman
- 1972 : Emergency! (TV) : Dr Joe Early
- 1977 : Benny and Barney: Las Vegas Undercover (TV) : Paul Mizener
- 1978 : Emergency: Survival on Charter #220 (TV) : Dr. Joe Early, M.D. / F.A.C.S.
- 1978 : Greatest Rescues of Emergency! (TV) : Dr. Joe Early, M.D. / F.A.C.S.
- 1979 : The Rebels (TV) : Sam Gill

### comme compositeur
- 1948 : Smart Politics
- 1950 : Duchess Of Idaho
- 1955 : La Blonde et moi (The Girl Can't Help It)
- 1956 : Rock, Pretty Baby
- 1958 : L'Homme de l'Ouest
- 1959 : Millionnaire de cinq sous (The Five Pennies)
- 1960 : The Gene Krupa Story
- 1961 : Acapulco (série télévisée)